# Where's the Revolution
Where's the Revolution är en låt av den brittiska gruppen Depeche Mode. Det är den första singeln från albumet Spirit och släpptes den 3 februari 2017. Låten är komponerad av Martin Gore och det är gruppens femtionde singel totalt.

## Utgåvor och låtförteckning
- Digital nedladdning

1. "Where's the Revolution" – 4:59